# 高杢島
高杢島（たかもくじま）は熊本県上天草市にある島である。

## 概要
天草松島の島々を眺めていると三角形をした小高い島が見える。それが「天草富士」や「松島富士」と呼ばれている高杢島である。面積の割には標高が高い。頂上には金毘羅神社が祀られていて、引き潮の時には樋合島と砂洲で繋がり歩いて渡れる。